# Serhii Jadan
Serhii Viktorovici Jadan (în ucraineană Сергі́й Ві́кторович Жада́н; n. 23 august 1974, Starobilsk, RSS Ucraineană, URSS) este un poet, romancier, eseist și traducător ucrainean.

## Biografie
Jadan s-a născut în Starobilsk, regiunea Lugansk din Ucraina. A absolvit Universitatea Națională Pedagogică HS Skovoroda Harkiv în 1996 cu o teză despre opera lui Mîhailo Semenko și scriitorii futuriști ucraineni din anii 1920. Apoi a petrecut trei ani ca student în programul post-universitar de filologie și a predat literatură ucraineană și universală din 2000 până în 2004. De atunci a lucrat ca scriitor independent.
Și-a început cariera în 1990, versurile sale au revoluționat poezia ucraineană: au fost mai puțin sentimentale, reînviind stilul scriitorilor de avangardă ucraineană din anii 1920 precum Semenko sau Johanssen. Versurile sunt inspirate din zona în care a copilărit: peisajele industriale din estul Ucrainei. Voroșilovgrad (numele sovietic pentru Luhansk) spune povestea unui tânăr pe nume Herman, care și-a părăsit orașul natal Starobilsk (în regiunea Luhansk), dar care trebuie să se întoarcă pe pământurile natale pentru a proteja ceva care îi aparține. Pe baza acestei cărții, Iaroslav Lodîhin a regizat filmul premiat The Wild Fields (Дике поле, 2018).
Jadan este un scriitor ucrainean cunoscut la nivel internațional, cu 12 cărți de poezie și 7 romane și câștigător a peste o duzină de premii literare. În martie 2008, traducerea în limba rusă a romanului său Anarhia în UKR a fost pe lista scurtă a Premiului Național pentru Bestselleruri Arhivat în 10 mai 2012, la Wayback Machine.. A fost, de asemenea, un candidat pentru „Cartea anului” la Expoziția Internațională de Carte de la Moscova din 2008. În 2009 a câștigat Premiul literar Joseph Conrad-Korzeniowski. În 2012 Arme de foc și cuțite a fost recunoscută drept „Cartea anului” pentru ficțiune în Ucraina. Romanul său din 2010, Voroșîlovhrad, i-a adus Premiul Jan Michalski pentru literatură în Elveția, premiul „Cartea deceniului” al BBC Ukrainian și Premiul Brücke Berlin. Poeziile sale din volumul Dînamo Harkiv au câștigat premiul „Cartea anului” în Ucraina în 2014. Cartea sa Mesopotamia a câștigat premiul pentru literatură Angelus în 2015 și Premiul președintelui Ucrainei „Cartea ucraineană a anului” în 2016.
Jadan a tradus poezie din germană, engleză, belarusă și rusă ale unor poeți precum Paul Celan și Charles Bukowski. Lucrările sale au fost traduse în germană, engleză, estonă, franceză, italiană, suedeză, norvegiană, poloneză, sârbă, croată, lituaniană, letonă, belarusă, rusă, maghiară, armeană și cehă.

## Proiecte de teatru și multimedia
Romanul său Imnul Tineretului Democrat a fost adaptat pentru scenă și interpretat la Teatrul Național Academic Dramatic Ivan Franko din Kiev. Din 2004 a lucrat cu Yara Arts Group de la La MaMa Experimental Theatre din New York, contribuind la spectacolele: „Koliada: Twelve Dishes” (2005), „Underground Dreams” (2013–2014), „Hitting Bedrock” (2015) și „1917–2017: Tychyna, Jadan and the Dogs,” (2016–2017).
Poeziile sale „Spion”, „Capelan” și „Ac”, traduse de Tkacz și Phipps au făcut parte din „Blind Spot”, o instalație realizată împreună cu Mykola Ridnyipentru Pavilionul Ucrainei de la Bienala de la Veneția mai-iulie, 2015.

## Proiecte muzicale
Jadan a colaborat cu Luk, o trupă de muzică din Harkiv. Majoritatea cântecelor în limba ucraineană a acestei trupe au inclus versuri bazate pe lucrări ale lui Jadan (în special, primul album Tourist zone care se bazează pe piesa Merry Christmas, Jesus Christ a lui Jadan).
Albumul tribut Hor monholskîh miliționeriv (Corul miliției mongole) a fost lansat în 2008. Cântecele includ versuri de Jadan, interpretate de muzicieni din Harkiv.
Din 2007 Jadan a colaborat cu o altă trupă din Harkiv, Sobaky v Kosmosi, cunoscută acum sub numele de Jadan and the Dogs. Au lansat albumele The Army Sports Club (Sportyvny Klub Armiyi, 2008), Weapons of the Proletatiat (Zbroya Proletariatu, 2012), Fight for Her (Bîisîa za neîi, 2012), Dogs (Sobakî, 2016) și Madonna (2019) .

## Activism politic

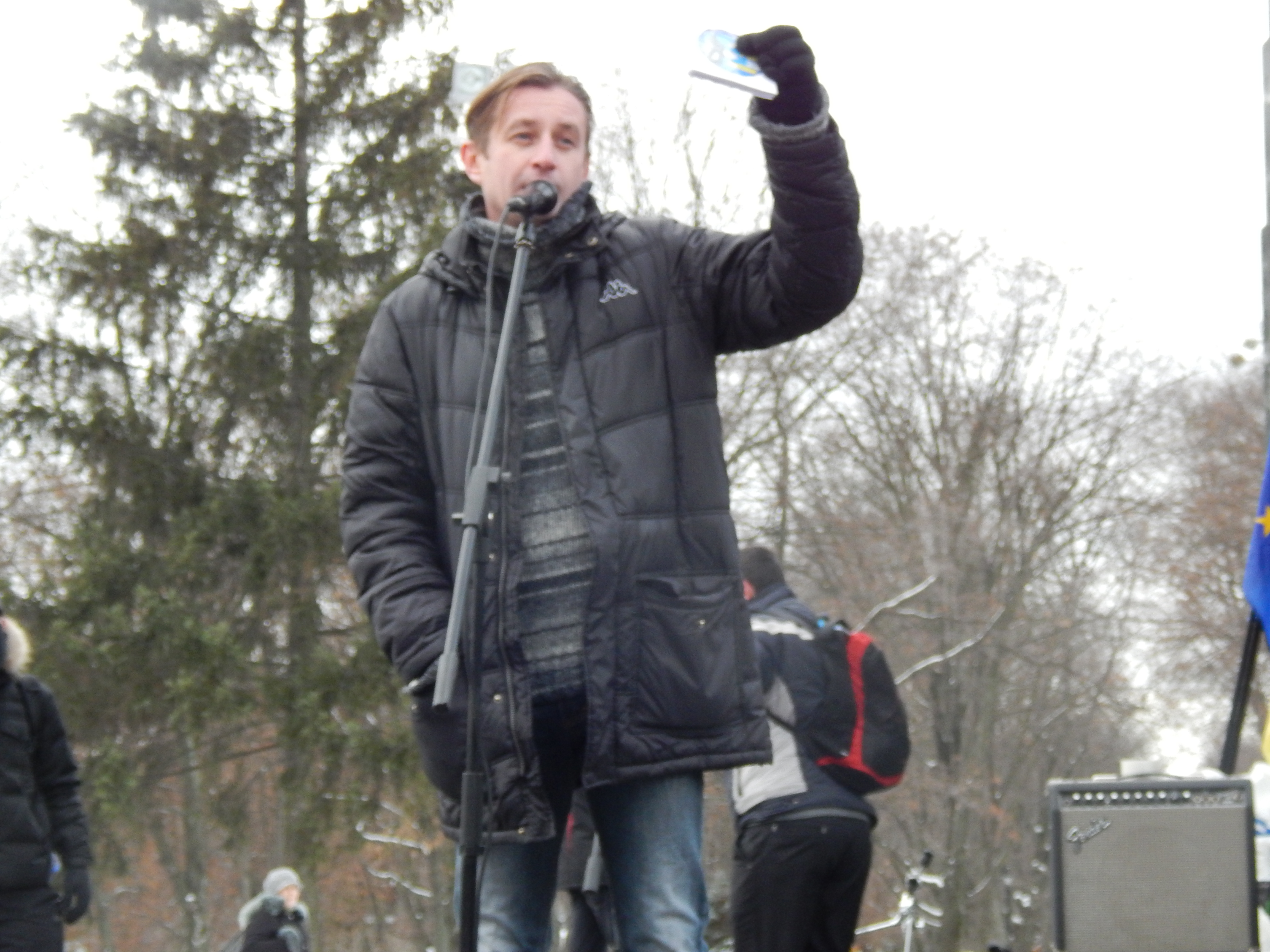
Serhii Jadan la mitingul „Rock for Change” din Harkiv, 2013

Implicarea activă a lui Jadan în naționalismul ucrainean a început când era student și a continuat de-a lungul diferitelor crize politice din Ucraina. În 1992 a fost unul dintre organizatorii grupului literar neofuturist din Harkov „The Red Thistle”. El a participat la demonstrațiile Revoluției Portocalii din 2004 împotriva corupției și a intimidării alegătorilor în scrutinul prezidențial, a fost comandantul unei tabere de corturi din Harkov. El și-a exprimat în mod repetat simpatia pentru anarhiști, iar în multe dintre lucrările sale există motive de „stânga”.
În 2013 a fost membru al consiliului de coordonare al Euromaidan Harkiv, parte a protestelor la nivel național și a ciocnirilor violente cu poliția. Revoluția de 5 zile de la Maidan a dus la demisia președintelui Ianukovici susținut de Rusia. În 2014 a fost agresat în fața clădirii administrației din Harkov.
Din 2014 Jadan a efectuat numeroase vizite în primele linii ale regiunii Donbasul de Est implicate în conflict armat cu separatiștii ruși. În februarie 2017 a cofondat Serhii Jadan Charitable Foundation pentru a oferi ajutor umanitar orașelor din prima linie.
După Invazia rusă a Ucrainei din 2022, Jadan a rămas în orașul său natal, Harkiv, ajutând la organizarea ajutorului umanitar.

## Cărți traduse în limba engleză
- Depeche Mode, trandus de Miroslav Șkandrii (London: Glagoslav Publications, 2013).
- Voroshilovgrad, trandus de Isaac Stackhouse Wheeler și Reilly Costigan-Humes (Dallas: Deep Velum, 2016).
- Mesopotamia, proză tradusă de Reilly Costigan-Humes și Isaac Stackhouse Wheele, poezie tradusă de Viralna Tkacz și Wanda Phipps (New Haven: Yale University Press, 2018)
- What We Live For, What We Die For: Selected Poems, traduse de Viralna Tkacz și Wanda Phipps (New Haven: Yale University Press, 2019).
- The Orphanage: A Novel, tradus de Reilly Costigan‑Humes și Isaac Stackhouse Wheeler (Yale University Press, 2021), ISBN: 978-0300243017

## Cărți traduse în limba română
- Jazz in Donbas, tradus de Maria Hosciuc (Cartier, 2017, ISBN: 9789975862271)
- Internat, tradus de Maria Hosciuc (Cartier, 2021, ISBN: 978-9975-86-503-6)
- Anarchy in the UKR, tradus de Maria Hosciuc (Cartier, 2021, ISBN: 9789975865050)

## Premii
- Premiul Jan Michalski pentru literatură, acordat în 2014 pentru Voroșîlovhrad
- Premiul BBC Ukraina Book of the Decade în decembrie 2014 pentru Voroșîlovhrad
- Premiul Angelus (2015), pentru cartea sa Mesopotamia, tradusă în poloneză de Michał Petryk și Adam Pomorski[14][15]
- Premiu pentru libertate 2022, Fundația Frank Schirrmacher[16]